# 今村知商
今村 知商（いまむら ともあき、ちしょう　とも。通称:仁兵衛とも、生没年不詳）は、江戸時代初期の数学者、和算家。河内国狛庄（現:大阪府）出身である。村松茂清と並んで円理の研究の先駆者として知られる。
1640年前後に活動したとされるが、生涯や伝記はほとんど不明で、幼少期の頃から数学を好んでいたことと毛利重能の弟子であり「毛利の三子」の一人であった。安藤有益、平賀保秀、隅田江雲などが知商の弟子であることしか分かっていない。
著書は現存されており、1639年に漢文で書かれた数学に於ける公式集の『堅亥録』や1640年に、数学の問題の解き方を和歌や長歌で記した『因帰算歌』があり、1642年には中国の政治史、政教を記した最古の歴史書である『書経』に記載が確認される閏月についての注釈が宋の蔡沈によって書かれてあるが、更にそれの注釈として計算を詳らかに説明した『日月会合算法』がある。
また、知商は数値を使った計算方法ではなく図形の問題を好んだとされ、後に知商の弟子である安藤有益が1662年に知商の著書『竪亥録』の注釈書である『竪亥録仮名抄』を書いた。
また、1660年に礒村吉徳の『算法闕疑抄』が著されるまで吉田光由が著者の『塵劫記』と知商の『竪亥録』が当時の教科書であった。